# Anillo orbital

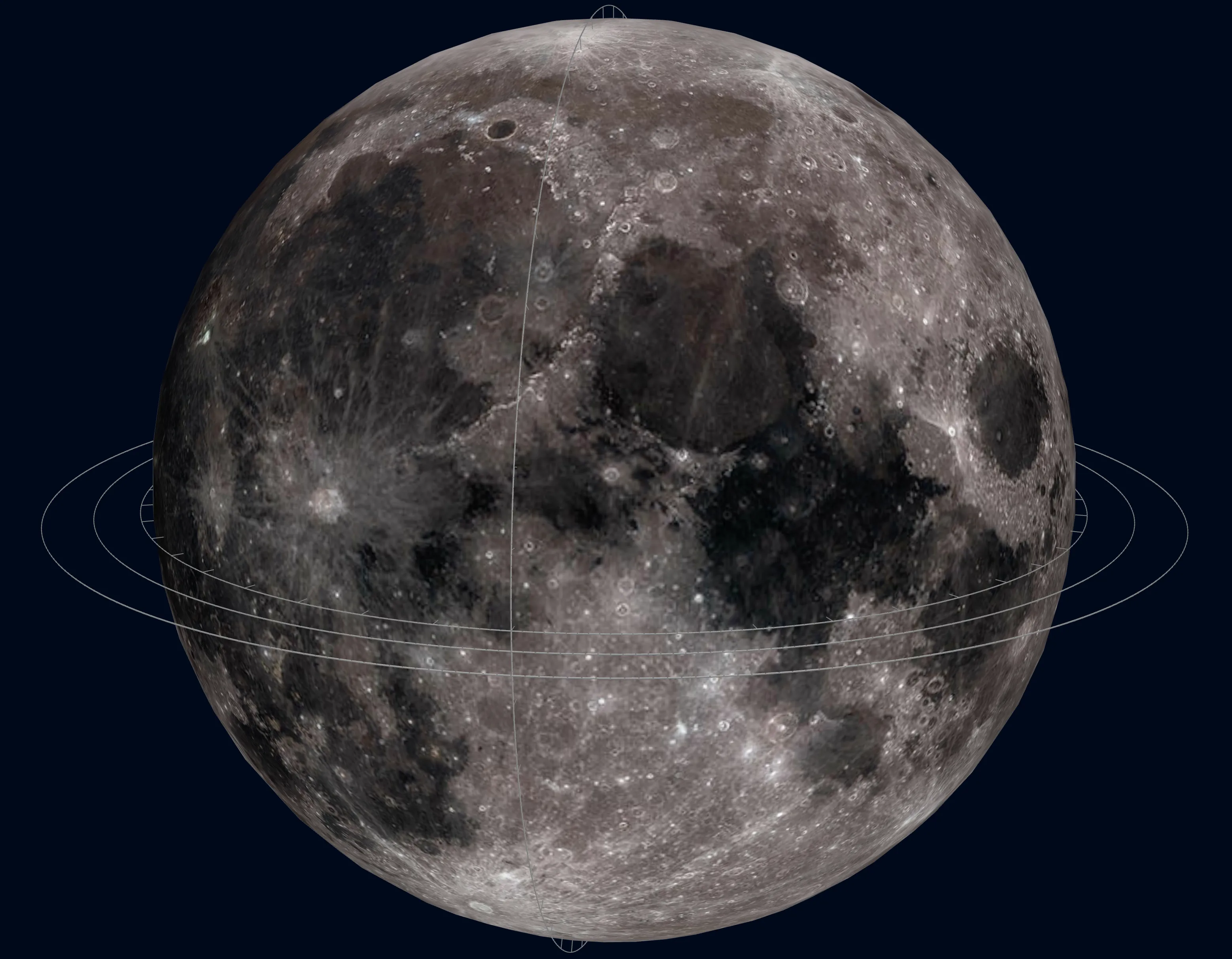
Representación de anillos orbitales lunares

Un anillo orbital con ataduras fijas que cuelgan hasta el suelo. Las estaciones producen sustentación doblando el cable anular hacia abajo a medida que pasa a través de ellas.

Un anillo orbital es un concepto de anillo artificial colocado alrededor de un cuerpo y que gira a una velocidad tal que la fuerza centrífuga aparente es lo suficientemente grande como para contrarrestar la fuerza de gravedad. Para la Tierra, la velocidad requerida es del orden de 10 km/s, en comparación con una velocidad típica de órbita terrestre baja de 8 km/s. La estructura está destinada a ser utilizada como estación espacial o como vehículo planetario para transporte a muy alta velocidad o lanzamiento espacial.
Debido a que el cable gira más rápido que la velocidad orbital, existe una fuerza neta hacia afuera que se contrarresta con la tensión interna dentro del cable. Esto resiste cualquier intento de doblarlo y le permite transportar cargas. En concepciones típicas, se coloca una plataforma motorizada sobre el cable que corre en dirección opuesta a la velocidad que lo hace parecer estacionario sobre el suelo. Por encima del ecuador de la Tierra, una plataforma que corre a 9,5 km/s en dirección opuesta al cable parecerá estacionaria y permitirá bajar un cable para formar un ascensor espacial. Este ascensor tiene quizás sólo 500 kilómetros (310 millas) de largo y se puede construir con materiales existentes.
El requisito de construir un cable del tamaño de un planeta en órbita terrestre baja y acelerarlo más allá de la velocidad orbital es un evidente problema práctico. Por tanto, se han propuesto otras arquitecturas que utilizan el soporte activo de diferentes maneras y, por lo tanto, pueden sortear algunas de estas limitaciones. El circuito de lanzamiento es un anillo parcial, quizás de 2.000 km de largo, que discurre entre dos estaciones terrestres en lugar de rodear el mundo. El anillo de partículas utiliza una serie de objetos separados que pueden lanzarse individualmente para producir una colección similar a un anillo sólido y luego controlarse magnéticamente, con la desventaja de que no tienen tensión interna y la potencia de elevación se deriva por separado. 
La fuente espacial es una versión vertical del concepto de anillo de partículas que forma un ascensor espacial. El anillo atado es una estructura dinámica que utiliza al menos un anillo no orbital completo y continuo con un diámetro menor que el del cuerpo planetario. Puede construirse en la superficie del planeta, acelerarse hasta alcanzar la velocidad de funcionamiento y elevarse mecánicamente a una altitud muy alta tensando sus numerosas ataduras.

## Concepto
El anillo orbital es algo similar al concepto de ascensor espacial clásico. En el ascensor espacial tradicional, se coloca una gran estación en órbita geoestacionaria (GEO) para que permanezca en un único lugar sobre el ecuador de la Tierra. Luego se construye un cable y se baja hacia la Tierra, mientras que un segundo cable, que sirve de contrapeso, se construye hacia arriba desde la estación y permanece en su lugar debido a las fuerzas de marea. Cuando la estructura esté completa, vagones parecidos a ascensores podrán viajar por el cable hasta el espacio. El principal problema es que ninguna sustancia conocida que pueda fabricarse en grandes cantidades tiene la resistencia a la tracción necesaria para extenderse desde GEO hasta la superficie. Los anillos orbitales utilizan un mecanismo diferente.
En la versión de anillo orbital, un anillo cinético se mueve alrededor del mundo a una velocidad mayor que la velocidad orbital circular. Esto da como resultado una fuerza neta hacia afuera que es contrarrestada por la gravedad que actúa sobre los componentes estacionarios. Esto se puede lograr a cualquier altitud, aunque construir el sistema por encima de los 500 kilómetros para evitar la mayor parte de la atmósfera es un requisito práctico. Luego se baja un cable desde el anillo hasta el suelo y se utiliza de la misma manera que un ascensor espacial tradicional, con la diferencia de que el cable vertical tiene solo 500 kilómetros en lugar de 100.000 kilómetros de largo. Esta longitud está dentro de las capacidades de varios materiales conocidos.
Para soportar el ascensor, el anillo no es circular sino ligeramente elíptico. Se colocan dos o más estaciones en los extremos superiores del camino, pero por debajo del punto donde normalmente estaría el apogeo de la órbita. La estación dobla el cable hacia abajo a medida que pasa para producir una fuerza ascendente sobre la estación. La órbita resultante para un sistema de dos estaciones se parece más a una pelota de fútbol americano que a una elipse redondeada. Se puede reducir la cantidad de tensión en el anillo orbital a cualquier nivel requerido aumentando la cantidad de sustentación generada al doblar el cable. La principal desventaja es que el cable del ascensor ahora está suspendido del punto más alto del sistema, en lugar de estar cerca del suelo.
No es necesario que el anillo móvil sea sólido y no es necesario que esté completamente recubierto por una funda sólida. En su lugar, se pueden colocar una gran cantidad de objetos magnéticos individuales en la órbita deseada y las estaciones desvían su trayectoria mediante imanes al pasar. Esta versión del anillo tiene la ventaja de ser mucho más sencilla de construir, ya que cada elemento del anillo está completamente separado y puede lanzarse individualmente y no requiere más trabajo una vez en el espacio. Tampoco es necesario que sea un anillo completo; Dependiendo de la potencia de elevación deseada, la masa total de los objetos podría ser mucho menor que incluso el cable más delgado que rodea la Tierra. La principal desventaja es que el proceso de intercambio de impulso aleatoriza su velocidad, por lo que se requiere algún otro sistema para guiar los objetos de regreso a las órbitas correctas.

## Historia
Paul Birch propuso y analizó una descripción detallada del concepto en 1982, proponiendo un anillo masivo que rodearía el globo en órbita terrestre baja, desde donde cuelgan cables hasta la superficie de la Tierra. 
En 1982, el inventor soviético Anatoly Yunitskiy propuso una pista electromagnética que rodease la Tierra, a la cual llamó "rueda al espacio" (más tarde, "sistema de transporte por cuerdas"). Cuando la velocidad de la cuerda superase los 10 km/s, las fuerzas centrífugas separarían la cuerda de la superficie de la Tierra y elevarían el anillo al espacio.
Andrew Meulenberg y sus estudiantes, de 2008 a 2011, presentaron y publicaron una serie de artículos basados en tipos y aplicaciones de anillos orbitales terrestres bajos como "trampolines hacia el espacio" de la humanidad. Una visión general menciona cuatro aplicaciones de los anillos orbitales: comunicación a través de un anillo de fibra óptica, transporte de superficie a órbita con un sistema de "eslinga sobre anillo", energía solar espacial y mitigación del cambio climático con una sombrilla espacial. La "eslinga sobre anillo" implicaría eslingas giratorias (hechas de un colosal tubo de carbono) unidas al anillo orbital que se sumergen en la atmósfera. La punta de una honda determinada alcanzaría una altitud de 13 a 15 km en su punto más bajo, y su rotación haría que tuviera una velocidad tangencial cercana a cero en relación con la superficie de la Tierra que se encuentra debajo. En consecuencia, la eslinga podría recoger una carga útil de un avión convencional que vuele a esa altitud y luego elevarla al anillo orbital.

## Modelo de Birch
Paul Birch publicó una serie de tres artículos en el Journal of the British Interplanetary Society en 1982 que establecían las bases matemáticas de los sistemas de anillos.
En el diseño más simple de un sistema de anillos orbitales, se coloca un cable giratorio o posiblemente una estructura espacial inflable en una órbita terrestre baja sobre el ecuador. No en órbita, pero montadas en este anillo, sostenidas electromagnéticamente sobre imanes superconductores, hay estaciones anulares que permanecen en un lugar por encima de algún punto designado en la Tierra. De estas estaciones circulares cuelgan cables de ascensor cortos fabricados con materiales con una alta relación resistencia a la tracción y masa.
Aunque este modelo simple funcionaría mejor por encima del ecuador, Paul Birch calculó que, dado que la estación del anillo se puede utilizar para acelerar el anillo orbital hacia el este, así como para sujetar la correa, es posible provocar deliberadamente que el anillo orbital precese alrededor de la Tierra. de permanecer fijo en el espacio mientras la Tierra gira debajo de él. Al precesar el anillo una vez cada 24 horas, éste flotará sobre cualquier meridiano en la superficie de la Tierra. Los cables que cuelgan del anillo ahora son geoestacionarios sin tener que alcanzar una altitud geoestacionaria ni colocarse en el plano ecuatorial. Esto significa que utilizando el concepto de anillo orbital, uno o varios pares de estaciones pueden ubicarse sobre cualquier punto de la Tierra que se desee, o pueden trasladarse a cualquier parte del mundo. Por tanto, cualquier punto de la Tierra puede ser atendido por un ascensor espacial. Además, se puede construir toda una red de anillos orbitales que, al cruzar los polos, podrían cubrir todo el planeta y serían capaces de absorber la mayor parte del transporte de mercancías y pasajeros. Mediante una serie de ascensores espaciales y varias estaciones de anillos geoestacionarios, se puede recibir material de asteroides o de la Luna y depositarlo suavemente donde se necesitan rellenos sanitarios. La energía eléctrica generada en el proceso pagaría la expansión del sistema y, en última instancia, podría allanar el camino para una actividad de terraformación y astroingeniería en todo el Sistema solar sobre una base económica sólida.

### Coste estimado
Si se construyese lanzando los materiales necesarios desde la Tierra, el coste del sistema estimado por Birch en los años 1980 sería de unos 31.000 millones de dólares (para un sistema bootstrap que se ampliase hasta 1.000 veces su tamaño inicial al año siguiente, ya que sino costaría 31 billones de dólares) si se lanzase utilizando hardware derivado del Transbordador espacial.
Sin embargo, el coste podría caer a 15.000 millones de dólares con la fabricación basada en el espacio, suponiendo que hubiese una gran instalación de fabricación orbital disponible para proporcionar las 180.000 toneladas iniciales de acero, aluminio y escoria a bajo coste. 
El coste por kilogramo para acelerar cargas útiles a una velocidad de órbita terrestre baja sería de alrededor de 0,05 dólares en dólares de 1975, suponiendo un requerimiento de energía de 9 kWh/kg y un coste aspiracional de la electricidad, proporcionada mediante energía solar espacial, de 0,005 dólares estadounidenses por kWh.

## Tipos
El tipo más simple sería un anillo orbital circular en órbita terrestre baja, aunque Paul Birch definió también otros dos tipos:
- Sistemas de anillos orbitales excéntricos: tienen forma cerrada y altitud variable.
- Sistemas de anillos orbitales parciales:[3] es esencialmente un bucle de lanzamiento.

Además, propuso el concepto de "mundos supramundanos" tales como "planetas suprajovianos y supraestelares". Se trata de mundos artificiales soportados por una red de anillos orbitales ubicados sobre un planeta, un planeta supergigante o incluso una estrella.

## En la ficción

### Obras impresas
- En Las fuentes del paraíso (1979), de Arthur C. Clarke, se hace referencia a un anillo orbital que está unido en un futuro lejano al ascensor espacial que es la base de la novela.
- En 3001: Odisea final (1997), de Arthur C. Clarke, se presenta un anillo orbital sostenido en alto por cuatro enormes torres habitables en el ecuador (supuestas sucesoras de los ascensores espaciales).
- El manga Battle Angel Alita (1990-1995) presenta de manera destacada un anillo orbital ligeramente deteriorado.
- La novela de Star Trek, Ring Around the Sky, presenta un decrépito mundo anular en órbita sobre el planeta Kharzh'ulla, conectado con la superficie por una serie de ascensores espaciales.
- En el sitio web de ficción colaborativa Orion's Arm se utilizan ampliamente los anillos orbitales.[9]
- La tercera parte del libro Seveneves (2015), de Neal Stephenson, incluye un anillo orbital alrededor de una Tierra sin Luna.

### Obras audiovisuales
- En la película Starship Troopers, se muestra un anillo orbital rodeando la Luna.
- La segunda versión de la serie de anime Tekkaman Blade presenta un anillo orbital completo, aunque abandonado y en mal estado debido a la guerra, y sin ataduras a la superficie.
- La serie de anime Kiddy Grade también utiliza anillos orbitales como plataforma de lanzamiento y atraque para naves espaciales. Estos anillos están conectados a grandes torres que se extienden desde la superficie del planeta.
- El anime Mobile Suit Gundam 00 también presenta de manera destacada un anillo orbital, que consiste principalmente en paneles solares conectados. El anillo está conectado a la Tierra a través de tres ascensores espaciales. Este anillo proporciona efectivamente energía casi ilimitada a la Tierra. Más adelante en la serie, el anillo también muestra estaciones espaciales montadas en su superficie.
- La batalla inicial de Star Wars: The Clone Wars, temporada 6, episodio 1, tiene lugar en la estación espacial Ringo Vinda, con forma de anillo, que rodea el planeta Ringo Vinda.
- En el universo de Star Wars, el astillero de Kuat es un anillo orbital alrededor del mundo de Kuat.
- En Star Wars: Legends, Dac, el mundo natal de los Calamari y los Quarrens, tiene un enorme astillero orbital que rodea su planeta oceánico.
- En el universo de Warhammer 40,000, el planeta Marte tiene un gran anillo orbital llamado Anillo de Hierro. Se utiliza principalmente como astillero para naves interestelares. Es la estructura construida por el hombre más grande de la galaxia. El planeta Medusa también tiene un anillo de este tipo, llamado Telstarax, que proviene de la Era Oscura de la Tecnología, pero está en gran parte saqueado y destruido.
- En el videojuego X3 Terran Conflict hay un anillo orbital que flota libremente alrededor de la Tierra, que es destrozado por una explosión y posteriormente desorbitado en X3: Albion Prelude.
- En el videojuego Xenoblade Chronicles 2 hay un árbol gigante que crece alrededor de la base de un anillo orbital.
- En el videojuego Escape Velocity: Nova la Tierra ya no tiene una luna orbitando a su alrededor porque había sido extraída durante siglos y ahora existe como un anillo orbital alrededor del planeta. Más de la mitad es propiedad de la corporación Sigma Shipyard.
- En el videojuego Stellaris, se pueden construir anillos orbitales alrededor de planetas colonizados. Pueden actuar como estaciones espaciales normales o pueden aumentar la producción de sus planetas mediante edificios y módulos.